# Řehoř Pražský
Řehoř Pražský (asi 1440 Praha – asi 1511) byl český humanista, učitel artistické fakulty pražské Karlovy univerzity a posléze také její rektor.

## Život
V roce 1460 získal v Praze titul bakaláře, 1462 magistra a v letech 1465 až 1485 (nebo snad i později) zde četl a vykládal latinské spisy, zejména Vergilia podle nových humanistických představ. S těmi se seznámil patrně prostřednictvím českých přátel Aenease Silvia Piccolominiho. Mezi Řehořovy žáky snad patřil i Viktorin Kornel ze Všehrd.